# ويس بورنس
ويس بورنس (بالإنجليزية: Wesley Burns)‏ (23 نوفمبر 1994 بكارديف في المملكة المتحدة - ) هو لاعب كرة قدم بريطاني في مركز الهجوم. شارك مع منتخب ويلز تحت 21 سنة لكرة القدم. أما مع النوادي، فقد لعب مع أكسفورد يونايتد وفوريست غرين ونادي بريستول سيتي ونادي تشيلتنهام تاون لكرة القدم وفليتوود تاون.

## وصلات خارجية
- ويس بورنس على موقع الاتحاد الأوربي (الإنجليزية)
- ويس بورنس على موقع قاعدة بيانات كرة القدم.إي يو (الإنجليزية)
- ويس بورنس على موقع ناشيونال فوتبول تيمز (الإنجليزية)
- ويس بورنس على موقع Soccerbase.com (لاعب) (الإنجليزية)
- ويس بورنس على موقع Soccerway.com (الإنجليزية)
- ويس بورنس على موقع عالم كرة القدم.نت (الإنجليزية)